# Мутиг, Юлиус
Юлиус Мутиг (нем. Julius Muthig; 9 мая 1908, Ашаффенбург, Германская империя — 19 декабря 1989, Идштайн, ФРГ) — штурмбаннфюрер СС, главный врач концлагерей Дахау и Нойенгамме.

## Биография
Юлиус Мутиг родился 9 мая 1908 года в семье машиниста. С 1928 по 1934 год изучал медицину в Инсбруке и Вюрцбурге. 5 декабря 1934 года сдал государственный экзамен. 17 декабря 1934 года в университете Вюрцбурга получил докторскую степень. До 20 октября 1937 года работал ординатором в больнице в Зондерсхаузене и потом вёл медицинскую практику в Гросенерихе.
1 марта 1932 года вступил в НСДАП (билет № 951631). В июне 1933 года был зачислен в ряды СС (№ 104518). 6 ноября 1939 года был признан в войска СС. С февраля 1940 года был врачом в концлагере Дахау. В июле 1940 года стал главным врачом концлагеря Нойенгамме. С 1 апреля 1941 по 1 февраля 1942 года был главным врачом концлагеря Дахау. С февраля по июль 1942 года был врачом в концлагере Заксенхаузен. С 31 июля 1942 по 21 января 1943 года служил войсковым врачом во 2-й танковой дивизии СС «Рейх». Впоследствии по состоянию здоровья был признанным негодным к фронтовой службе и направлен в унтер-офицерскую школу войск СС в Позене, где находился до 17 февраля 1945 года.
После окончания войны попал в американский плен и помещён в лагерь для интернированных лиц. После освобождения открыл медицинскую практику в Идштайне.